# Cosroes II
Cosroes II (em grego: Χοσρόης; romaniz.: Chrosróes; em latim: Chosroes; em armênio: Խոսրով; romaniz.: Χosrov; em parta: 𐭇𐭅𐭎𐭓𐭅; romaniz.: Χusrow), também conhecido como Cosroes Parvez ou Cosroes Parviz (em persa: خسرو پرویز; romaniz.: Khosrow Parvi/ez; lit. "Cosroes, o Vitorioso"; m. 628), foi o vigésimo segundo xá sassânida da Pérsia de 590 a 628. Era filho de Hormisda IV (r. 579–590) e neto de Cosroes I (r. 531–579).
Seu maior feito foi ter invadido o Império Bizantino e saqueado a cidade de Jerusalém durante o reinado do imperador Heráclio. Ele levou como espólios a Vera Cruz e o patriarca Zacarias de Jerusalém. Foi sucedido no trono por Cavades II.

## Nome
Osroes (em grego: Οσρόης, Osróēs) ou Cosroes (Χοσρόης, Chosróēs) é a variante grega e latina do parta e persa médio Cusrou (𐭇𐭅𐭎𐭓𐭅, Xusrōw) ou Cusrau (Xusraw), que por sua vez deriva do avéstico Haosraua (Haosrauuah), "aquele que tem boa fama". Foi registrado em armênio como Cosrove (Խոսրով, Xosrov), em árabe como Quisra (كسرى, Kisra) em persa novo como Cosrove (خسرو, Ḫosrow).